# アルベルティーナ
アルベルティーナ（Albertina）は、オーストリアのウィーン第1行政地区のインネレシュタットにある美術館である。
アルベルティーナは、素描が約65,000点、版画が約100万点と世界有数のコレクションを誇るだけでなく、近代のグラフィック作品や写真、建築画なども所蔵している。
グラフィックコレクション以外にもアルベルティーナには近年、印象派と20世紀初頭の作品が永久貸与され、そのうちのいくつかが常設展示されている。
特別展が行われることもある。

## 歴史
アルベルティーナは、最後まで残ったウィーンの市壁アウグスティーナーバスタイの上に、宮廷役所( Hofbauamt )として建てられた。17世紀後半のことだった。
1744年には、宮廷建築監督のシルヴァ・タロウカ伯爵エマヌエル・テーレスにより一新され、彼の邸宅となったため、タロウカ宮殿として知られていた。
宮殿はのちに、テシェン公アルベルト・カジミールが所有し、公の居城となった。
アルベルト公はのちに、彼がハプスブルク領ネーデルランドの総督を務めていたブリュッセルから、グラフィックのコレクションを宮殿に運び込んだ。
公はルイス・モントーヤに増築を命じ、これ以降、宮殿はホーフブルク宮に直結している。
コレクションはアルベルト公の後継者によって拡充された。
収集のきっかけとなったのはアルベルト公と、オーストリアの駐ヴェネツィア大使を務めたジェノヴァ伯爵ジャコモ・デュラッツォである。
1776年に伯爵は、アルベルト公と、公の妻でマリア・テレジアの娘のマリア・クリスティーナに、1,000点近い美術品を贈った。
ジャコモ・デュラッツォはジェノヴァ総督マルチェロ・デュラッツォの兄弟で、「後世のため、より崇高な目的すなわち教育と道徳の力にかなう収集を果たす」ことを望んだ。
1820年代には、アルベルト公夫妻の養子カール大公がヨーゼフ・コーンハウザーに命じ、大部分の室内装飾に更なる変更を加えた。
カール大公以降は、その息子のアルブレヒト公、アルブレヒト公の甥のフリードリヒ公が、この宮殿に居住した。
1919年の初め、宮殿とコレクションの所有権は、ハプスブルク家から新生オーストリア共和国へと移った。
1920年には、版画や素描のコレクションは、かつての帝国宮廷図書館のコレクションと統合された。
アルベルティーナの名は、1921年より使用されるようになった。
1945年3月、アルベルティーナは連合軍の爆撃により激しく損傷した。
宮殿は終戦後に再建され、1998年から2003年にかけて修復工事を受けた。
2008年までの外部入口の改修の際には、ハンス・ホラインによる特徴的な屋根が構築され、その後ようやくコレクションの展示が再開された。

## ギャラリー

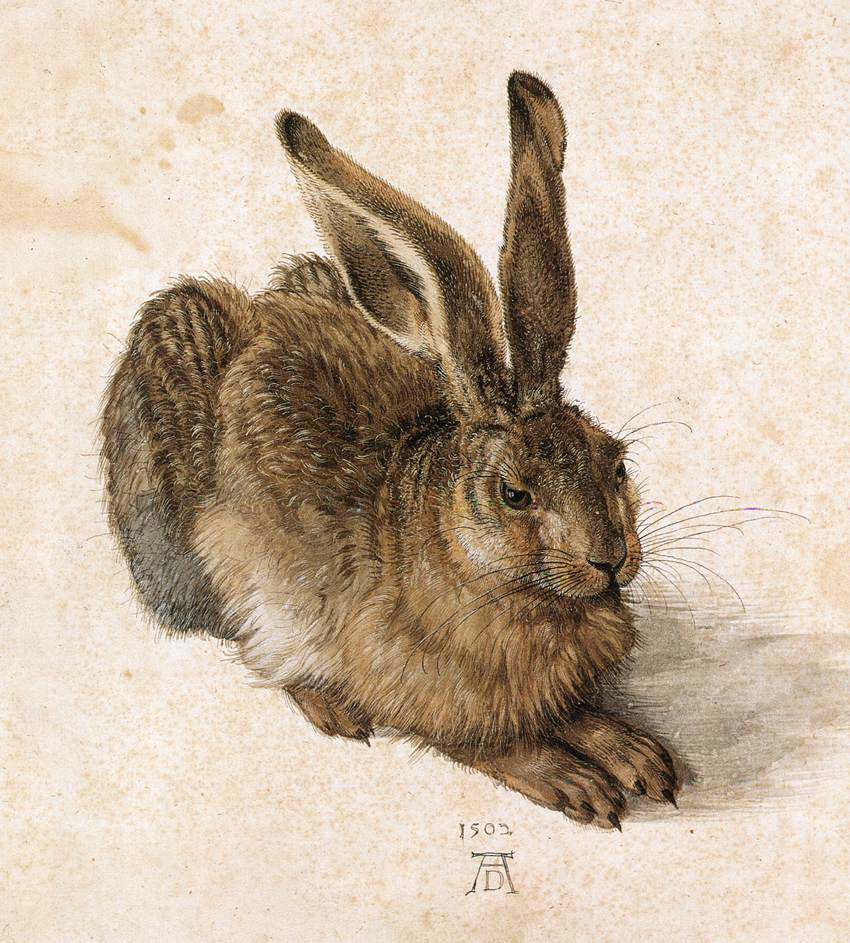
アルブレヒト・デューラーの『野兎』 (1502)
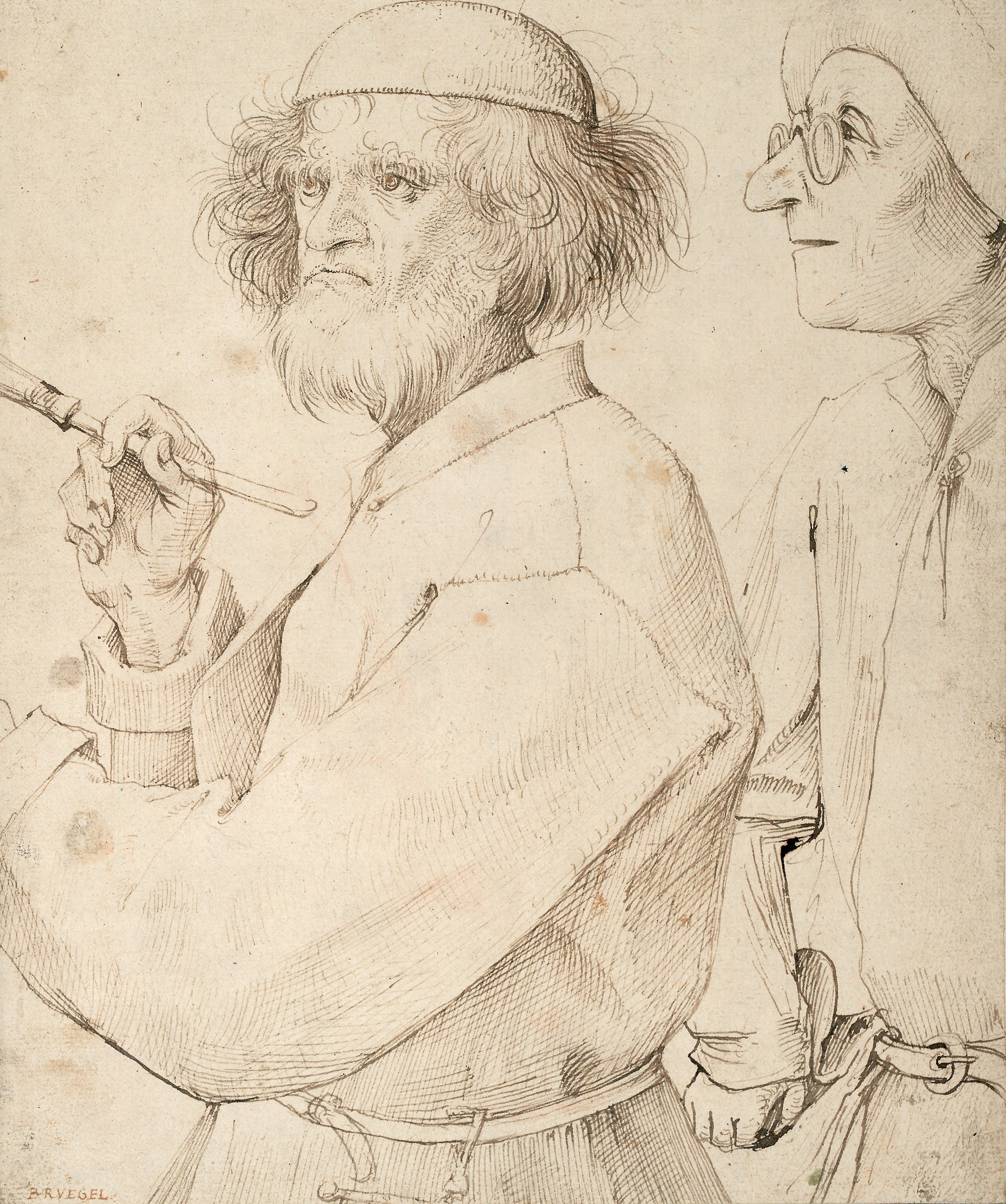
ピーテル・ブリューゲルの『画家と画商』 (1565)
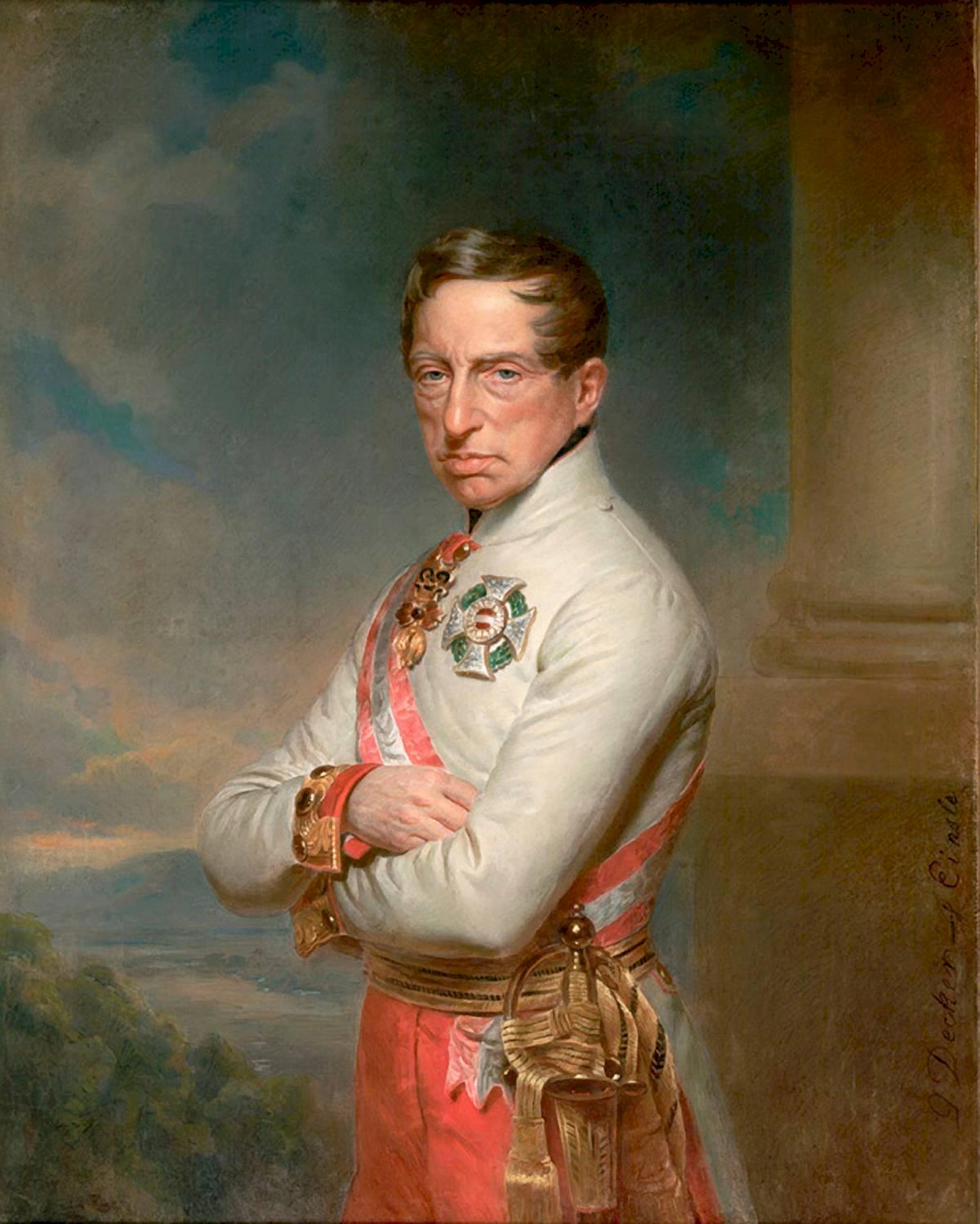
ゲオルク・デッカーの『カール大公』 (1847)
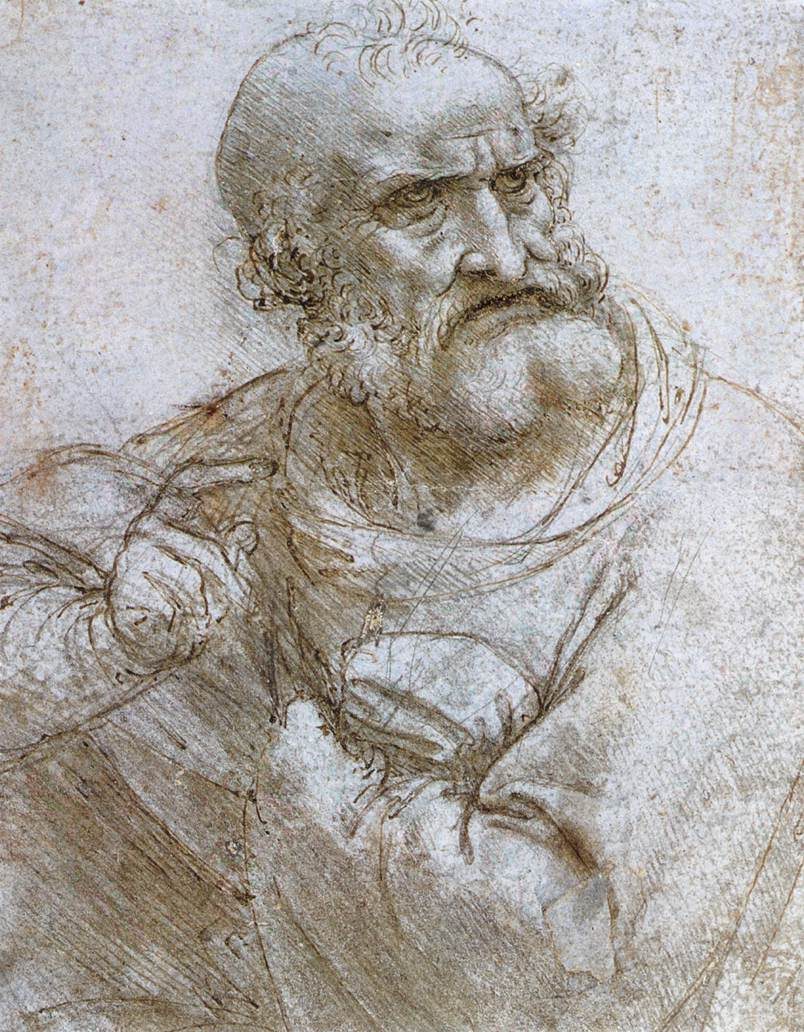
レオナルド・ダ・ヴィンチの『最後の晩餐』習作 (1495)
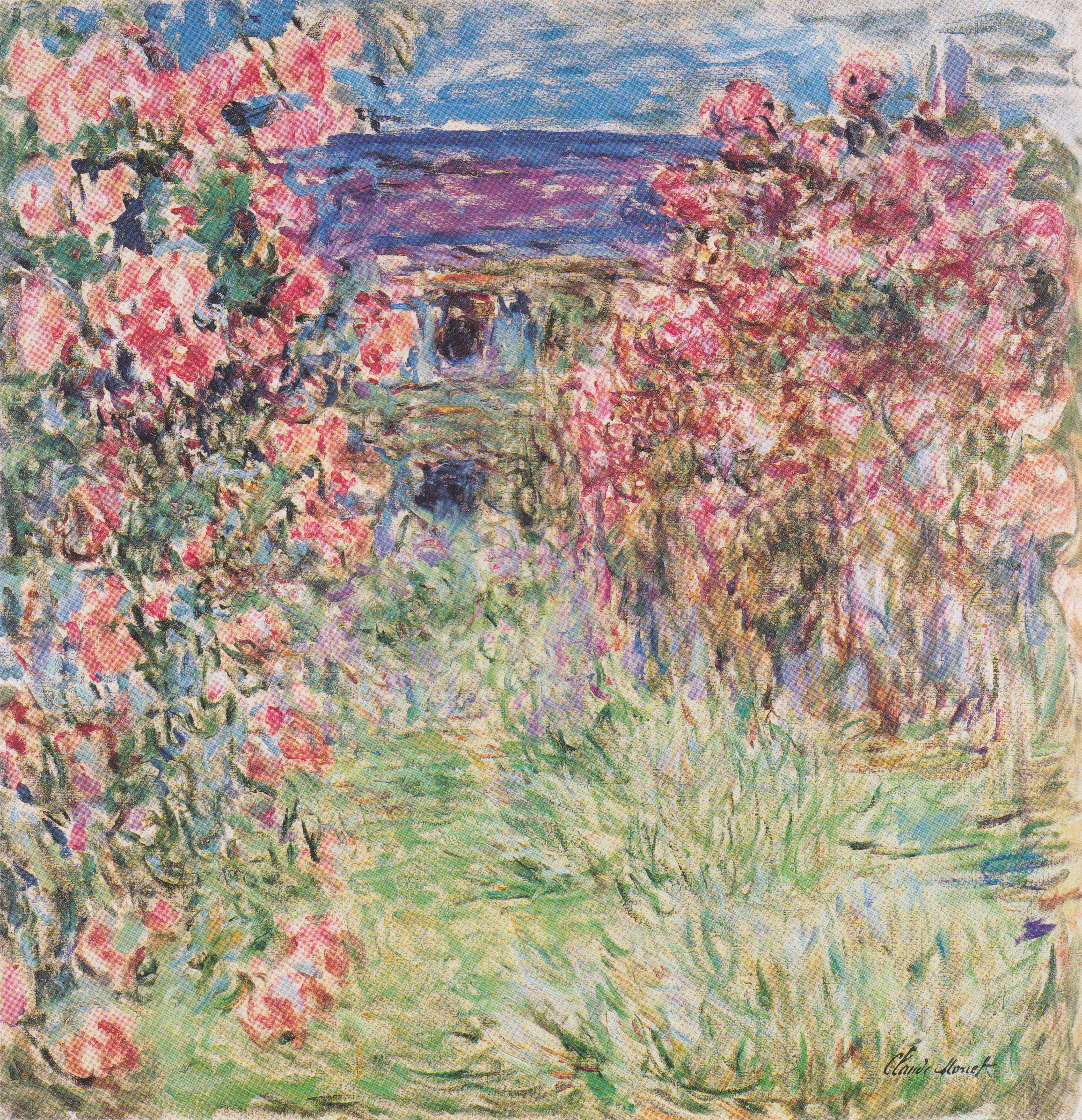
クロード・モネの『バラに囲まれた家』 (1918)